# 치살피나 공화국
치살피나 공화국(이탈리아어: Repubblica Cisalpina)은 1797년부터 1802년까지 이탈리아 북쪽 지방에 존재했던 프랑스 제1공화국의 괴뢰 정권이다.

## 개요
1802년 국명을 이탈리아 공화국으로 변경했고 1805년에 이탈리아 왕국으로 변경했다. "치살피나"라는 국명은 고대 로마 시절 이탈리아 북쪽 지방의 이름인 "갈리아 키살피나"(라틴어: Gallia Cisalpina, "알프스 이쪽의 갈리아")에서 유래된 이름이다.
1796년 나폴레옹 보나파르트는 이탈리아 원정을 통해 점령한 이탈리아 북쪽 지방에 치스파다나 공화국과 트란스파다나 공화국을 건국했다. 이후에 두 공화국은 1797년 6월 29일에 치살피나 공화국으로 합병되었으며 오스트리아(합스부르크 왕가)는 1797년 10월 17일에 체결된 캄포포르미오 조약을 통해 승인했다.
수도는 밀라노였으며 건국 당시에는 42,500km2의 국토와 324만 명의 인구가 있었다. 20개의 현을 행정 구역으로 두었다. 1799년에는 오스트리아군이 전 국토를 점령했지만 1800년에 일어난 마렝고 전투 이후 재건되었다.
치살피나 공화국은 1802년 1월 26일 국명을 이탈리아 공화국으로 변경했으며 1805년 프랑스 제1제국의 성립과 동시에 국명을 이탈리아 왕국으로 변경했다. 황제 나폴레옹이 이탈리아 왕국의 국왕을 겸했으며 외젠 드 보아르네가 부왕이 되면서 왕국을 실질적으로 통치했다. 1814년 나폴레옹이 패하면서 치살피나 공화국도 소멸되었다.

## 같이 보기
- 갈리아 키살피나
- 이탈리아 공화국 (1802년~1805년)